# Катедрала у Упсали
Катедрала у Упсали (швед. Uppsala domkyrka) се налази између Универзитета Упсале и реке Фирис у центру Упсале, Шведска. Национална црква, у лутеранској традицији, катедрала Упсала седиште је надбискупа Упсале, и Шведске. То је такође гроб краља Ерика IX (око 1120–1160, владао 1156–1160), који је постао светац заштитник нације, и била је традиционално место за крунисање нових краљева Шведске.
Тренутни надбискуп је Антје Јакелен а тренутни бискуп је Карин Јоханесон.
Катедрала датира са краја 13. века и са висином од 118,7 м, то је највиша црква у нордијским земљама. Првобитно изграђена у време римокатоличанства, коришћена је за крунисање шведских монарха током дужег периода након протестантске реформације. Неколико њених капела претворено је у гробнице шведских монарха, укључујући Густава Васу и Јуана III. Овде су сахрањени и Карл Лине, Улаф Рудбек, Емануел Сведенборг и неколико надбискупа.
Цркву су дизајнирали француски архитекти у француском готском стилу, укључујући Етјена де Бонеја. У облику је крста који чине брод и трансепт. Већи део зграде изграђен је између 1272. и 1420. године, али западни крај је завршен тек средином 15. века. Недуго затим на западном крају цркве саграђене су куле близнакиње. Високи шиљасти торњеви су додати касније, али након пожара 1702. године, Карл Хорлеман их је украсио 1735. године. У потпуности их је редизајнирао Хелго Сетервал који је 1880-их предузео значајне промене на згради. Главни грађевински материјал катедрале је опека, али стубови и многи детаљи су од готландског кречњака.
Сви сводови су изграђени према првобитном плану из 13. века, иако су неки од њих подигнути тек око 1440. године. Поред уметничких дела у капелама са гробницама, неколико старијих комада намештаја цркве може се видети у Музеју ризнице (Treasury Museum). 1702. године у великом пожару уништени су многи предмети. Током радова на обнови изведених седамдесетих година прошлог века, многе средњовековне фреске које су окречене после Реформације откривене су и рестауриране.

## Историја
На крају доба Викинга, пагански храм у Гамли Упсали (село Стара Упсала), око 5 км северно од данашње Упсале, замењен је хришћанском црквом. Иако се не зна тачан датум њене изградње, 1123. године за епископа Упсале одређен је Сивард, од стране надбискупа Бремен-Хамбурга. Међутим, неизвесно је да ли је Сивард икада ступио на дужност, пошто је протеран и био у Немачкој почетком 1130-их. Попис бискупа спомиње Севереинуса као првог бискупа и он је можда био замена за Сиварда. Хенрик, „фински апостол“, био је четврти бискуп. 1164. Шведска је постала архиепископија под контролом Лунда. Први архиепископ био је монах Стефан из Алвастре.
Након што је катедрала у Гамли Упсали оштећена ватром 1204. године, капитол је тражио дозволу од Свете столице да зграду пресели у веће место. Папа Александар IV усвојио је овај захтев 1258. године под условом да се задржи име Упсала. На састанку у Седершепингу у септембру 1270. године, надбискуп Фулко Ангелус и капитол катедрале одлучили су да се зграда мора налазити у Естра Аросу. Званично одобрење за тај потез издао је 1271. године бискуп Каролус из Вестероса кога је папа одредио да надгледа случај.
Око 1272. године започели су радови на изградњи нове катедрале у Естра Аросу у близини реке Фирис. Изграђена је на месту раније камене цркве посвећене Светој Тројици, смештеној готово тачно тамо где сада стоји катедрала. Овде је шведски светац заштитник Ерик Једвардсон присуствовао миси пре него што је убијен 1160. Име Упсала се задржало, а околни град Естра Арос убрзо је променио име. Мошти Светог Ерика, благо Упсале, пресељене су из Гамле Упсале на ново место 1273. године, заједно са формалним премештањем надбискупије. Цркву су пројектовали француски архитекти, иако није забележено име аутора детаљних почетних планова који је надгледао радове до 1281. године. Године 1287. меница коју је издао париски градоначелник покрива трошкове градитеља Етјена де Бонеја и његових помоћника за путовање у Шведску ради радова на изградњи катедрале у Упсали. Етјену се приписује рад на источној и јужној капели припрате, трансептима и вероватно на јужном порталу, иако се чини да је у већини својих дела пажљиво пратио планове свог претходника.  Напредак је био спор као резултат хладне климе, куге и многих финансијских потешкоћа. Тек крајем 14. века завршени су радови на почетним плановима, посебно захваљујући доприносу главног градитеља Николауса из Вестероса који је започео изградњу брода.
Када је 1435. године освештао надбискуп Улаф Лауренти, катедрала још увек није била завршена. Била је посвећена светом Лаврентију, у то време веома цењеном у целој Шведској; Светом Ерику, свецу заштитнику Шведске (мада га Римокатоличка црква никада није канонизовала); и Светом Улаву, заштитнику Норвешке. Завршена је током наредних деценија. Последње главне компоненте катедрале, куле, изграђене су између 1470. и 1489. године. Катедрала је у неколико наврата оштећена ватром, посебно током великог пожара 1702. године који је уништио већи део града. Радови на рестаурацији завршени су тек средином века.
Црква није била редовно место посећивања до Реформације. Било је резервисана за службе свештенства Католичке цркве. Парохијске цркве у Упсали биле су црква Свете Тројице или Bondkyrkan, „Сељачка црква“, како су је често називали; Црква Светог Петра; Црква Госпе; и фрањевачки самостан. Последње три су изграђене на источној страни реке Фирис. Оне су сукцесивно срушене током реформације. Катедрала је била и крунидбена црква за многе шведске краљеве и краљице до 1719. године.  Била је то место прославе крунисања од средњег века до краја 17. века.  Стокхолмска катедрала Storkyrkan постала је званична крунидбена црква.
Од 1885. до 1893. године, архитекта Хелго Сетервал (1831–1907) предузео је свеобухватне рестаураторске радове, настојећи да катедрали додели француски високоготски изглед, иако је критикован због непоштовања изворног балтичког готског стила зграде. Такође је додао кулама зашиљене француске торњеве, доводећи катедралу до висине од 118,7 м, чинећи ја високом колико је била дугачка. У покушају да катедрали да виткији изглед, Сетервал је значајно изменио велике делове средњовековних спољних зидова од опеке и уклонио украсне „слепе прозоре“ на забатима који су били слични онима у оближњој цркви Свете Тројице.
Даљи радови на обнови раних 1970-их довели су до побољшања у структури зграде и обухватали рестаурацију зидова и прозора. Велики делови додатака цемента од стране Сетервала на спољну структуру катедрале уклоњени су деценијама касније, јер су негативно утицали на текстуру зграде. 1989. године папа Јован Павле II учествовао је у екуменској служби у катедрали у Упсали са надбискупом Бертилом Веркстремом. Опрема за заштиту од пожара инсталирана је 2010. године, а замењени су електрични и грејни системи.

## Архитектура
Катедрала је највиша црквена зграда у Скандинавији. Њена висина од 118,7 м је иста као и њена дужина док има ширину од 45 м. Висина унутра је 27 м. Изграђена високо на гребену југозападно од реке Фирис, њен тлоцрт латинског крста састоји се од тробродне базилике (средишњи брод уз два бочна брода) са једнобродним трансептима и четворокраким презвитеријумом са деамбулаторијумом окруженим са пет капела. Почевши од источног краја цркве и капела које окружују презвитеријум већи део грађевине изграђен је између 1270. и 1420. године, али западни крај брода завршен је тек средином 15. века, док су кулама требале још деценије. Главни материјал је црвена опека, али катедрала је саграђена на каменом темељу, а стубови и многи детаљи су од готландског кречњака. (Стубови брода првобитно су били од опеке, али су замењени кречњаком у оквиру рестаураторских радова изведених под Хелгом Сетервалом од 1885. до 1893. године).
Куле близнакиње на западном крају цркве први пут се помињу 1563. године. Неколико додатака унутрашњости и спољашњости цркве направљено је након пожара 1572. године под вођством Францискуса Пара, познатог по раду на дворцима. Додати су купола и врхови који се могу видети на старијим цртежима, као и први торњеви на западним кулама које је дизајнирао Антонијус Вац. 1690-их, Никодимус Тесин је дизајнирао нову гробну капелу источно од јужног трансепта, најзначајнију промену плана катедрале од средњег века. Споља је његов дизајн поштовао традиције средњовековне архитектуре са високим готичким прозорима, али ентеријер је уређен у уобичајеном Тесиновом класичном барокном стилу.
У 17. веку куле су редизајниране у холандском ренесансном стилу али су након озбиљног пожара 1702. привремено замењене ниским дрвеним врховима. У исто време, потпорници су уклоњени, дајући катедрали прилично једноставан изглед. Тек 1740. године постављени су шиљци са бакарним облогама, које је дизајнирао Карл Хорлеман. Истовремено, Хорлеман је извео значајне радове на западној фасади. Данашње куле су дело Хелгоа Сетервала који их је у потпуности обновио 1880-их, значајно повећавајући њихову висину. После озбиљног пожара 1702. године, уклоњени су првобитни лукови и изграђен виши кров.
Иако су катедралу дизајнирали француски архитекти, она показује низ разлика у односу на катедрале северне Француске. Пре свега, у основи је грађена од опеке, а не од камена. Цигла се лако могла производити локално, али је камен требало увозити из удаљених каменолома Готланда. Како цигла и малтер нису тако чврсти као камен, зидови су морали бити дебљи, иако су стубови потребни за засвођени плафон припрате били од кречњака (мада су они у броду од опеке). Портал северног трансепта такође је изграђен од кречњака, несумњиво јер је био потребан за подупирање прозора розете, такође структурираног у самом кречњаку. Иако су припрата и трансепт очигледно француског дизајна, брод који је изграђен нешто касније показује немачке и шведске карактеристике. Изграђена око 1330. године, розета изнад североисточног портала и даље је у потпуности француска. Николаус из Вестероса, Швеђанин који је водио радове на броду из 1360-их, изгледа да је мало изменио првобитне планове, додајући  бочне капеле и укључујући неколико карактеристика немачког порекла. Ипак су постављени попречни сводови, а не сводови у облику звезде који су били чешћи у то време. Радови на западном крају зграде започели су 1431. године изградњом западног портала на који је утицао стил Вадстена опатије. Међутим, куле су и даље имале карактеристике типичне за француску архитектуру из 13. века, што указује на то да су првобитни планови у то време још увек били у употреби. Све у свему, упркос мањим разликама, катедрала у Упсали и даље одражава стил катедрала на северу Француске из 13. века.

## Ентеријер
Свод крунисања стоји 27 м изнад тачке на којој се трансепт укршта са бродом. Ту је крунисана већина шведских монарха од средњег века до 1719. Током рестаурације 1880-их, унутрашњи плафон и зидови катедрале украшени су у неоготичком стилу. Неки прикази, попут једног реформацијског Мартина Лутера, додали су фигуре изван средњовековног наслеђа катедрале. Током радова на обнови изведених седамдесетих година прошлог века, многе средњовековне фреске које су окречене после Реформације откривене су и рестауриране. Велики олтар се користи за службу катедрале у најважнијим данима према црквеном календару. Овде су такође постављени сви шведски бискупи. Сребрни лустер је из 1647. Велико распеће од сребра и кристала из Орефорша постављено је 1976.

### Капеле
Највећа капела катедрале, Васа капела, на источном крају цркве, првобитно је била позната као капела Девице Марије. Касније је постао гробни споменик Густава Васе и његове породице. Завршен 1583. године, украшен је националним грбом Шведске, као и неким од најстаријих шведских и финских грбова. У капели Финста или капели Светог Ерика на северозападном углу припрате налазе се мошти Ерика Светог, заштитника Шведске, који је убијен 1160. године на месту где је касније саграђена катедрала у Упсали. Његове мошти су премештене из прве катедрале у Гамла Упсали чим су започети радови на новој згради. 1580. године краљ Јуан III истопио је његов ковчег, али га је заменио новим позлаћеним који још увек садржи Ерикове мошти и круну. Име Финста потиче са имања из Упланда где су рођени судија Биргер Персон и његова супруга. У капели су покопани 1328. године. Мошти њихове ћерке Свете Бригите смештене у малој позлаћеној гробници даровао је Ред Свете Бригите 1990. године.
Поред капеле Финста, Стуре капела је спомен-гробница тројице чланова породице Стуре које је краљ Ерик XIV убио 1567. године. Табла (1520) приказује причу о Маријиним родитељима, Ани и Јоакиму. Крајем 16. века црквена сакристија је претворена у гробну капелу краљице Катарине Јагелонске, супруге краља Јуана III, која је такође тамо покопана. 

### Прозори
Неколико прозора задржало је свој првобитни облик и величину. Оригинални украси витража готово су сви изгубљени у пожару 1702. године и једноставно су замењени нормалним стаклом. Тренутни дизајни витража додати су током реновирања крајем 19. века, већину њих фирма из Гетеборга, Svenska Glasmåleri. Велики прозори изнад портала приказују Свето Тројство: Бог Отац преко западних врата, Бог Син изнад јужних врата (највећи у цркви) и Свети Дух изнад северних врата. Израђен у кречњаку, прозор розета на северном порталу најстарији је, непромењен од 13. века.

### Ризница и предмети
Смештен у северној кули, музеј ризнице садржи бројне златне и сребрне предмете који се користе у верским службама. Ту је и колекција текстила, укључујући златну хаљину краљице Маргарете I Данске. Такође се могу видети погребне инсигније Густава Васе, Јуана III и њихових супруга.
Остали артефакти у катедрали укључују таписерије у капели Сећања из 1976. године које бележе важне догађаје у историји катедрале. Украшену проповедаоницу (1710), највећу у Шведској, пројектовао је Никодемус Тесин, а исклесао Бурхард Прехт. То је поклон краљице Хедвиге Елеоноре након пожара 1702. године. Украшавања укључују проповеди Јована Крститеља у пустињи, светог Павла у Атини и параболу о радницима у винограду.
Једно од нових звона постављених након разорног пожара 1702. године зове се Торнан. Шведске снаге Карла XII  током Великог северног рата донеле су га из Торуња у Пољској као ратни плен 1703. године.
У капели Васа налази се седам великих фрескописа које је током неколико година изводио Јохан Густаф Сандберг (1782–1854). Приказују важне догађаје из живота Густава Васе. Један од најпознатијих је Talet till dalkarlarna vid Mora kyrka (Говор људима из Даларне испред цркве Мора). Фреске такође украшавају сводове брода.
У почетку, као и у неким континенталним катедралама, унутрашњост је била украшена дизајном који наглашава ребра лука и компоненте портала. Чак је и цигла била обојена црвеним и белим пругама. У 15. веку у разним деловима цркве сликане су фреске фигура у касно-готичком стилу са украсним лишћем винове лозе. Њихови трагови пронађени су у олтару и капели која је првобитно била посвећена светом Ерику и светом Улаву. Сада су у великој мери обновљени. Фреске у олтару је вероватно сликала радионица Албертуса Пиктора.

## Сахрањени угледници
У катедрали је сахрањено неколико шведских монарха и других значајних људи:
- Густав Васа, шведски краљ из 16. века. Готово деценију пре смрти, изразио је жељу да буде сахрањен у катедрали. Сахрањен је са своје три жене, иако су само две приказане на саркофагу који је дизајнирао Вилијем Бој. Краљ и његове жене стављени су у некадашњу капелу Девице Марије. Једини преостали показатељ првобитне намере капеле су насликане жуте звезде на плавој позадини на засвођеном плафону, симболи Свете Марије у католичкој традицији.
- Јуан III (умро 1592.), други син Густава Васе, и његова друга супруга Гунила Билке такође су сахрањени у капели Девице Марије. Његова прва супруга Катарина Јагелонска из Пољске има сопствену гробну капелу на северној страни олтара.
- Принцеза Елизабета (умрла 1597), најмлађа ћерка Густава Васе сахрањена је у капели Финста поред капеле Девице Марије.
- Племићи Сванте Стуре (1517–1567) и његови синови Нилс (1543–1567) и Ерик (1546–1567) које је све убио Ерик XIV у Стуре Мурдерс покопани су у капели Стуре. Одећа коју су носили у време смрти изложена је у Музеју ризнице. [32]
- Карл Лине (1707–1778), светски познати ботаничар и професор на универзитету Упсала из 18. века, сахрањен је овде и има спомен-обележје које је дизајнирао Тобијас Сергел поред Капеле сећања.[33]
- Улоф Рудбек, шведски полимат и један од откривача лимфног система.[34]
- Емануел Сведенборг, научник и мистик из 18. века. Овде првобитно није био покопан, али су његови остаци 1908. из Енглеске пребачени у Упсалу.
- Натан Седерблом (1866–1931), надбискуп Упсале и добитник Нобелове награде за мир 1930. Његов гроб је у подножју степеница до великог олтара.
- Ерик Свети, краљ и национални светац из 12. века, чије су мошти у капели Финста.
- Лаурентијус Петри (1499–1573), први шведски лутерански надбискуп, сахрањен у подножју олтарских степеница.
- Мошти свете Бригите (Heliga Birgitta) (1303–1373) смештене су у капели Финста инспирисане одећом реда Свете Бригите.
- Фолке Јохансон Енгел, надбискуп Упсале (1267–1277).

### Меморијал Даг Хамаршелд
У катедрали се налази мали споменик Дагу Хамаршелду, бившем генералном секретару Уједињених нација, коме је постхумно додељена Нобелова награда за мир. На камену је натпис: 

Icke jag
utan Gud i mig
Dag Hammarskjöld 1905 – 1961

Енглески превод је „Не ја, већ Бог у мени“.

## Отворено за посетиоце
Катедрала се налази на Домкиркоплану у центру Упсале. Отворена је за посетиоце већином дана од 8 до 18 сати. Музеј ризнице у северној кули отворен је од 10 до 16 часова, недељом од 12.30. 